# تأملات في جريمة
تأملات في جريمة (ويعرف أيضا بـ" تأملات في الظلام" ) فيلم سجن وإثارة أمريكي لسنة 1994، من تأليف وإخراج جون بوردي. تقوم ميمي روجرز ببطولة دور المرأة في الساعات الأخيرة من حكم الإعدام وهي تروي حكاية مقتل زوجها الذي سجنت بتهمة قتله.

## القصة
ريجينا ، وهي سجينة محكوم عليها بالإعدام ، تثير تساؤلات حول ذنبها عندما تتذكر مقتل زوجها، جيمس، من خلال سلسلة من الاعترافات والذكريات. كولين ، أحد حراس السجن، وله اهتمام إعلامي، والمفتون بريجينا الجميلة وقصتها. استفسر كولين من ريجينا حول مقتل زوجها الراحل ليتلقى إجابات متضاربة، مازاج من تساؤلات حول سبب وفاة جيمس وما إذا كانت ريجينا تنوي قتله. يتضح أيضًا لكولن أنه خلال زواج جيمس وريجينا ، أصبح الأول ملتمكًا ومسيئًا، ويكافح من أجل التعامل مع علاقة سابقة لريجينا لا يمكنها نسيانها. 

## الممثلون
- ميمي روجرز في دور ريجينا
- بيلي زين في دور كولن
- جون تيري في دور جيمس
- كورت فولر في دور هوارد
- لي جارلينجتون بدور تينا
- نانسي فيش كما إلين
- فرانك بيرني دكتور

## الاستقبال
أشادت مجلة New York Magazine بأداء روجرز الرائع في الفيلم.  كما فازت روجرز بجائزة أفضل ممثلة عن الفيلم في مهرجان سياتل السينمائي الدولي، حيث أشادت صحيفة سياتل تايمز بأدائها «القوي». 

## روابط خارجية
- تأملات في جريمة على موقع IMDb (الإنجليزية)
- تأملات في جريمة على موقع روتن توميتوز (الإنجليزية)
- تأملات في جريمة على موقع أول موفي (الإنجليزية)
- تأملات في جريمة على موقع فيلمافينيتي (الإسبانية)
- تأملات في جريمة على موقع قاعدة بيانات الفيلم (الإنجليزية)
- تأملات في جريمة على موقع ليتربوكسد (الإنجليزية)
- تأملات في جريمة على موقع كينوبويسك (الروسية)
- تأملات في جريمة  في قاعدة بيانات الأفلام على الإنترنت (بالإنجليزية)